# Straßenradsport-Weltmeisterschaften 1970
Die Straßenradsport-Weltmeisterschaften 1970 fanden vom 13. bis 16. August im britischen Leicester statt.
Diese Straßen-Weltmeisterschaften waren die ersten in Großbritannien mit der Beteiligung von Profis. 1922 war in London eine Amateur-Weltmeisterschaft in Form eines Einzelzeitfahrens ausgetragen worden sowie zwei Bahn-Weltmeisterschaften, 1897 in Glasgow und 1904 in Liverpool. Die Weltmeisterschaften – in den Tagen zuvor hatten schon die Bahn-Wettbewerbe in Leicester stattgefunden – wurden am 6. August von Premierminister Edward Heath feierlich eröffnet. In seiner Rede erinnerte er daran, dass es 1869 beim ersten Radrennen in Saint-Cloud bei Paris ein Brite, James Moore, gewesen sei, der gewonnen habe.
Beim Rennen der Profis waren 95 Fahrer am Start, von denen 69 das Ziel erreichten. Das Resultat des Rennens war ungewöhnlich: Weltmeister wurde der Belgier Jean-Pierre Monseré, der im Vorjahr Vize-Weltmeister der Amateure geworden war, vor dem Dänen Leif Mortensen, der wiederum im Jahr zuvor Weltmeister der Amateure geworden war. Der 21-jährige Monseré war damit der bisher zweitjüngste Weltmeister; der jüngste war sein Landsmann Karel Kaers, der 1934 den Titel errungen hatte. Eddy Merckx gratulierte seinem Landsmann, dem allseits beliebten „Jempi“, aufrichtig. Monseré sollte seinen Triumph indes nur sieben Monate überleben; im folgenden Frühjahr kam er bei einem Rennunfall zu Tode. Bester Deutscher auf Platz zwölf wurde Rolf Wolfshohl.
Das Mannschaftszeitfahren der Amateure fand auf einer 25 Kilometer langen Strecke zwischen Leicester und Nottingham statt, die viermal bewältigt werden musste. Die westdeutsche Mannschaft belegte einen enttäuschenden zehnten Rang, nachdem der Fahrer Algis Oleknavicius bei Kilometer 80 aufgegeben hatte. Im Einzelrennen der Amateure waren 150 Fahrer aus 31 Nationen am Start, darunter „radsportlich so unbekannte Länder wie Chile, Kolumbien und Uruguay“.
Der Berichterstatter der Radsport war begeistert von der Tatsache, dass sich die Organisatoren der WM viel Mühe gegeben hatten und besonders hübsche Mädchen in Miniröcken zur Betreuung der Journalisten eingesetzt hatten, die diesen morgens die Zeitung und eine Tasse Tee aufs Hotelzimmer brachten.

## Ergebnisse

### Frauen
Straßeneinzelrennen über 64 km
| Platz | Athlet             | Land | Zeit         |
| ----- | ------------------ | ---- | ------------ |
| 1     | Anna Konkina       | URS  | 1:39:54,7 h  |
| 2     | Morena Tartagni    | ITA  | gleiche Zeit |
| 3     | Raissa Obodowskaja | URS  | gleiche Zeit |

### Männer – Profis
Straßeneinzelrennen über 271,960 km
| Platz | Athlet              | Land | Zeit                    |
| ----- | ------------------- | ---- | ----------------------- |
| 1     | Jean-Pierre Monseré | BEL  | 6:33:58 h (41,061 km/h) |
| 2     | Leif Mortensen      | DEN  | + 2 s                   |
| 3     | Felice Gimondi      | ITA  | gleiche Zeit            |

### Männer – Amateure
Straßeneinzelrennen über 181,233 km
| Platz | Athlet              | Land | Zeit      |
| ----- | ------------------- | ---- | --------- |
| 1     | Jørgen Schmidt      | DEN  | 4:08:12 h |
| 2     | Ludo Van Der Linden | BEL  | + 3 s     |
| 3     | Tony Gakens         | BEL  | + 5 s     |

Mannschaftszeitfahren (96,9 km)
| Platz | Land | Mannschaft                                                       | Zeit                    |
| 1     | URS  | Waleri Jardy/Wladimir Sokolow/ Boris Schuchow/Waleri Lichatschow | 2:12:28 h (55,351 km/h) |
| 2     | TCH  | Jiří Mainuš/František Řezáč/ Milan Puzrla/Petr Matoušek          | 2:12:46 h               |
| 3     | NED  | Fedor den Hertog/Popke Oosterhof/ Tino Tabak/Adri Duyker         | 2:12:59 h               |